# رواية بيزنطية
| أدب إسباني |
| --- |
| |
| أدب ألفونسو العاشر أدب العصور الوسطى الترجمات في العصر الذهبي الإسباني أدب عصر النهضة رواية فروسية رواية شطارية رواية بيزنطية ميغيل دي ثيربانتس أدب الباروك أدب عصر التنوير أدب الرومانسية أدب الواقعية أدب الحداثة الأولترايسمو جيل 98 جيل 1914 جيل 27 جيل الخمسينات رواية اجتماعية إسبانية ما بعد الحرب |
| انظر أيضًا |
| نقد أدبي • الانطباعية • رومانسية المدرسة الإبداعية • النقد أدب بورتوريكو • البوم الأمريكي اللاتيني البرناسي • واقعية أدبية • طبعانية الرومانسية الجديدة • العبثية في الأدب • باروكية • واقعية سحرية حداثة • كلاسيكية • سريالية • رمزية                                                                    |

الرواية البيزنطية أو كتب مغامرات الرحالة هي واحدة من الأجناس الروائية النثرية الرئيسية التي كتبت في القرن السابع عشر. وبطريقة ما، تعد سابقة لرواية المغامرة الحديثة. ووفقًا للأكاديمية الملكية الإسبانية، فهي نوع روائي مليء بالمغامرات، والذي تطور في إسبانيا في الأساس في القرون السادس عشر والسابع عشر، وكان نوعًا من المحاكاة للنموذج اليوناني الكلاسيكي لهيليودوروس.

## الخصائص
وجاء المصطلح من نوع قصصي ظهر في الأدب اليوناني، وقد اشتركت بنيته وحجته في مضمون واحد وهو وجود اثنين من العشاق الراغبين في الزواج، يواجهون العديد من المشاكل والصعاب التي تمنعهم من تحقيق هدفهم ويضطرون إلى الانفصال الجبري والقيام برحلات خطرة بما فيها من الغرق والأسر، حتى يستطيعون في نهاية الرواية الحصول على مبتغاهم ورغبتهم في اللقاء والتأكد من استمرار الحب الصادق والوفي، والذي تعزز بدوره جراء العديد من التجارب والعوائق المليئة بالمخاطر.
الرواية البيزنطية هي نوع أدبي ينتمي إلى السلالة الكلاسيكية. ووفقًا لتقنياتها السردية، فإنها تتسم بمصداقية الحدث ووصف الأماكن والبعد النفسي الصادق للشخصيات وبراعة التكوين النصي؛ ويظهر محتوى الرواية رؤية أخلاقية للحياة مع تمجيد الحب العفيف بين المحبين المملوئين بالسعادة والداعين لها مع إظهار مخاطر الحب غير المشروع وتحديد أقصى عقوبة ممكنة لمن يتجاوز ذلك. وقد تحولت هذه الأعمال إلى نماذج مثالية داخل القراءات الإنسانية في مجابهة المنافسة الشرسة مع كتب الفروسية.

## الأصل
وتعود أصول الرواية البيزنطية إلى مصطلحات اليونان الدخيلة في أوائل القرن الثالث ميلاديًا، حيث ألف الكاتب اليوناني هيليودوروس دي إيمسا عملا ذا طابع كلاسيكي. ووقد ترجمت أعماله مع أعمال الكاتب أخيليس تاثيو في أوروبا خلال عصر النهضة، وكانوا بمثابة نموذجًا تمهيدًا لظهور هذا النوع الروائي في القرنين السادس عشر والسابع عشر؛ واستنادًا إلى أصوله اليونانية فقد اعتبر نوعً من الكتابة الملحمية النثرية من قبل مستقبليه.

## أعمال ممثلة
- الإسبانية الإنجليزية.
- العاشق المتحرر.
- أعمال بيرسيليس وسيخيسموندا.[2]